# Joseph Finder
Œuvres principales
- La Trahison aux deux visages
- Company Man
- L'Instinct du tueur
- Power Play
- Secrets enfouis

Compléments
Joseph Finder, né le 6 octobre 1958 à Chicago en Illinois, est un écrivain et journaliste américain. Il est l'auteur de plusieurs romans d'espionnage et thrillers qui se déroulent dans le milieu des affaires. Il est surnommé le « P-DG du thriller d'entreprise ».

## Biographie
Il passe une grande partie de sa petite enfance en Afghanistan et aux Philippines avant que sa famille ne retourne vivre aux États-Unis, à Bellingham, dans l'État de Washington, puis à Albany dans l'État de New York, où il fréquente au lycée Shaker. Il se spécialise en études russes à l'Université Yale. Il obtient une maîtrise de russe au Harvard Russian Research Center en 1984 et enseigne plus tard à l'Université Harvard.
Approché par la CIA pendant son troisième cycle universitaire, il devient officier de renseignements, puis journaliste spécialisé dans les questions de politique internationales au New York Times, au Wall Street Journal et au Washington Post. Il écrit plusieurs discours pour la campagne présidentielle de Bill Clinton.
Mettant à profit ses connaissances du terrain et ses nombreux contacts à la CIA comme au FBI, il écrit des thrillers aux intrigues réalistes, notamment L'Instant zéro (The Zero Hour, 1996) et La Trahison aux deux visages (High Crimes, 1998). Ce dernier titre est adapté au cinéma en 2002 sous le titre Crimes et Pouvoir (High Crimes) par Carl Franklin, avec Morgan Freeman et Ashley Judd.
Il est un des membres fondateurs de The International Thriller Writers Association. Il est conseiller financier pour l'International PEN-New England. Il est aussi membre de l'Association des anciens officiers du renseignement (Former Intelligence Officers). Il vit à Boston (Massachusetts) avec sa femme et fille et enseigne à Harvard.
En 2009, pour son roman Sans laisser de trace (Vanished), il crée le personnage de Nick Heller que l'on retrouve en 2011 dans Secrets enfouis (Buried Secrets). Ancien des Forces spéciales, il travaille comme enquêteur dans une entreprise de renseignement privée.

## Particularités de l'œuvre
Les romans de Joseph Finder sont toujours très documentés, l'auteur étant un grand voyageur et un spécialiste de l'espionnage et des affaires internationales.
Dans son premier roman, Le Club de Moscou (The Moscow Club, 1991), le KGB porte un coup de force contre le leader soviétique Mikhaïl Gorbatchev. Six mois après la publication du livre, un tel coup se produira. Le Club de Moscou est publié dans trente pays et devient un best-seller partout en Europe.
Son deuxième roman, Extraordinary Powers (1994, inédit en France), raconte la découverte d'une taupe soviétique dans les rangs les plus hauts de la CIA. Ce livre a un écho dans l'actualité : la mise à jour d'une taupe à la CIA, Aldrich Ames.
L'Instant zéro (The Zero Hour, 1996) devient le premier roman jamais écrit en coopération officielle avec la CIA et le FBI.
Après s'être illustré dans le roman d'espionnage, Joseph Finder change de genre en écrivant des business-thrillers, des thrillers qui se passent dans le milieu de l'entreprise. C'est avec ce type de récit qu'il acquiert une plus large notoriété. Paranoïa (Paranoia) raconte comment un jeune employé oisif d’un géant des télécoms se voit contraint d'espionner une firme concurrente. L'Instinct du tueur (Killer Instinct) remporte en 2007 le International Thriller Writers Award du meilleur roman.

## Œuvre

### Romans

#### SérieNick Heller
1. Vanished (New York : St. Martin's Press, 2009) Publié en français sous le titre Sans laisser de trace, traduit par Marina Boraso, Paris, Albin Michel, coll. « Thrillers », 2010, 471 p.  (ISBN 978-2-226-20842-2) ; réédition, Paris, LGF, coll. « Le Livre de poche. Thriller » no 32465, 2012, 550 p.  (ISBN 978-2-253-16263-6)
2. Buried Secrets (New York : St. Martin's Press, 2011) Publié en français sous le titre Secrets enfouis, traduit par Marina Boraso, Paris, Albin Michel, coll. « Thrillers », 2012, 400 p.  (ISBN 978-2-226-24147-4) ; réédition, Paris, LGF, coll. « Le Livre de poche. Thriller » no 33486, 2014, 504 p.  (ISBN 978-2-253-00463-9)
3. Plan B (2011), court roman inédit en France.
4. La Contrepartie (Good and Valuable Consideration), co-écrit avec Lee Child, dans Face à face (Faceoff, 2014), collectif sous la direction de David Baldacci. Paris : Fleuve noir, 01/2020, p. 365-386.  (ISBN 978-2-265-15470-4). Cette nouvelle a pour héros les personnages de Jack Reacher et Nick Heller.
5. Guilty Minds (New York : Dutton, New York, 2016)
6. House on Fire (New York : Dutton, 2020)

Nouvelles

- La contrepartie in Face à Face, Fleuve Noir, collection 12/21, 2020 (Face Off, 2014), Policier, Thriller, trad. Maxime Berrée  (ISBN 2265154709)Écrit avec Lee Child. Anthologie réunie par David Baldacci - 11 nouvelles rédigées par des équipes de deux à trois auteurs.

#### Autres romans
- Red Carpet : The Connection Between the Kremlin and America's Most Powerful Businessmen (New York : Holt, Rinehart, and Winston, 1983)
- The Moscow Club (New York : Viking, 1991) Publié en français sous le titre Le Club de Moscou, traduit par Jean Rosenthal, Paris, Édition° 1 / Stock, 1991, 599 p.  (ISBN 2-86391-438-3)
- Extraordinary Powers (New York : Ballantine Books, 1994)
- The Zero Hour (New York : William Morrow & Co., 1996) Publié en français sous le titre L'Instant zéro, traduit par Michèle Garène, Paris, éditions Robert Laffont, coll. « Best-Sellers », 1998, 357 p.  (ISBN 2-221-08126-9) ; réédition, Paris, Pocket, coll. « Pocket. Thriller » no 10601, 2001, 498 p.  (ISBN 2-266-09199-9)
- High Crimes (New York : William Morrow & Co., 1998) Publié en français sous le titre La Trahison aux deux visages, traduit par Dominique Defert, Paris, éditions Robert Laffont, coll. « Best-Sellers », 1999, 400 p.  (ISBN 2-221-08776-3) ; réédition, Paris, Pocket, coll. « Pocket. Thriller » no 11046, 2001, 410 p.  (ISBN 2-266-10382-2)
- Paranoia (New York : St. Martin’s Press, 2004) Publié en français sous le titre Paranoïa, traduit par Marina Boraso, Paris, Albin Michel, coll. « Romans étrangers », 2004, 472 p.  (ISBN 2-226-15502-3) ; réédition, Paris, LGF, coll. « Le Livre de poche. Thriller » no 37184, 2007, 632 p.  (ISBN 978-2-253-11914-2)
- Company Man (New York : St. Martin’s Press, 2005), aussi paru sous le titre No Hiding Place (G.-B.)  Publié en français sous le titre Company Man, traduit par Renaud Morin et Madeleine Nasalik, Paris, Albin Michel, coll. « Romans étrangers », 2005, 570 p.  (ISBN 2-226-16828-1) ; réédition, Paris, LGF, coll. « Le Livre de poche. Thriller » no 37263, 2008, 697 p.  (ISBN 978-2-253-12327-9)
- Killer Instinct (New York : St. Martin’s Press, 2006) Publié en français sous le titre L’Instinct du tueur, traduit par Marina Boraso, Paris, Albin Michel, coll. « Romans étrangers », 2007, 408 p.  (ISBN 2-226-17675-6) ; réédition, Paris, LGF, coll. « Le Livre de poche. Thriller » no 31198, 2008, 512 p.  (ISBN 978-2-253-12522-8)
- Power Play (New York : St. Martin’s Press, 2007) Publié en français sous le titre Power play, traduit par Marina Boraso, Paris, Albin Michel, coll. « Thrillers », 2008, 450 p.  (ISBN 978-2-226-18856-4) ; réédition, Paris, LGF, coll. « Le Livre de poche. Thriller » no 31721, 2010, 472-IV p.  (ISBN 978-2-253-13378-0)
- Suspicion (New York : Dutton, 2014)
- The Fixer (New York : Dutton, 2015) Publié en français sous le titre Jour de chance, traduit par Vincent Basset. Paris, Bragelonne, coll. « Thrillers », 2016, 456 p.  (ISBN 979-10-281-0063-6) ; réédition, Paris, LGF, coll. « Le Livre de poche. Thriller » no 34492, 2017, 480 p.  (ISBN 978-2-253-08594-2)
- The Switch (New York : Dutton, 2017)
- Judgment (New York : Dutton, 2019)
- The Oligarth’s Daughter (2025)

## Récompenses
- 2005 : Gumshoe Award Meilleur Thriller pour Company Man.
- 2007 : Thriller Award du meilleur roman décerné par l'International Thriller Writers, pour L'Instinct du tueur.
- 2008 : Présélection Prix des lecteurs Le Livre de poche pour Company Man.
- 2010 : Présélection Prix des lecteurs Le Livre de poche pour Power Play.
- 2011 : The Strand Critics Award du Meilleur roman pour Secrets enfouis.
- 2017 : Prix Barry du meilleur thriller pour Guilty Minds[2]

## Adaptations au cinéma
- 2002 : Crimes et Pouvoir (High Crimes), film américain réalisé par Carl Franklin, adaptation du roman La Trahison aux deux visages, avec Morgan Freeman et Ashley Judd
- 2013 : Paranoia, film américain réalisé par Robert Luketic, adaptation du roman éponyme, avec Harrison Ford, Gary Oldman, Liam Hemsworth, Amber Heard, Julian McMahon

### Études critiques
- FILLON, Alexandre. « La Dernière Heure du directeur commercial ». Lire, avril 2007.
- FILLON, Alexandre. « Légitime Défense ». Livres hebdo, 21/10/2005, n° 618.